# Царски омлет
Царски омлет или кајзершмарн (мађ. Császármorzsa) врста је слатког јела на бази тијеста за палачинке и један је од најпознатијих слатких јела из аустријске кухиње.

## Припрема
Од брашна, млијека, јаја, мало шећера и соли замућено тијесто пећи у тави, на мало маслаца, на лаганој температури док се доња страна не запече. Затим са алатком за окретање преврнути, исјећи на мање комаде и даље пећи док не буде печено. Омлет се сервира на разне начине нпр. посут шећером у праху, карамелоизован, са грожђицама или бадемом.

## Легенда о поријеклу
Једна од многих легенди о поријеклу Царског омлета каже, да је Цар Франц Јозеф I (1830-1916) од свих слаткиша највише волио палачинке, па ако би кувар исте препекао или му се „поцијепале“ оне би се персоналу и слугама служиле као Царски омлет, јер је била срамота тако „подеране“ палачинке служити цару.
У вријеме аустроугарске монархије се овај слаткиш проширио све до Мађарске.